# Oncocnemis bakeri
Oncocnemis bakeri är en fjärilsart som beskrevs av Dyar 1905. Oncocnemis bakeri ingår i släktet Oncocnemis och familjen nattflyn. Inga underarter finns listade i Catalogue of Life.